# Элой-Мендис
Элой-Мендис (порт. Elói Mendes) — муниципалитет в Бразилии, входит в штат Минас-Жерайс. Составная часть мезорегиона Юг и юго-запад штата Минас-Жерайс. Входит в экономико-статистический микрорегион Варжинья. Население составляет 24 161 человек на 2007 год. Занимает площадь 499,5 км². Плотность населения — 38,37 чел./км².
Праздник города — 30 августа.

## История
Город основан 30 августа 1911 года. 

## Статистика
- Валовой внутренний продукт на 2004 год составляет 147 584 000,00 реалов (данные: Бразильский институт географии и статистики).
- Валовой внутренний продукт на душу населения на 2004 год составляет 6342,00 реалов (данные: Бразильский институт географии и статистики).
- Индекс развития человеческого потенциала на 2000 год составляет 0,768 (данные: Программа развития ООН).

## География
Климат местности: горный тропический. В соответствии с классификацией Кёппена, климат относится к категории Cwb.